# NGC 4208
NGC 4208 = NGC 4212 ist eine aktive Spiralgalaxie vom Hubble-Typ Sc mit ausgedehnten Sternentstehungsgebieten im Sternbild Coma Berenices am Nordsternhimmel. Sie ist schätzungsweise 11 Millionen Lichtjahre von der Milchstraße entfernt und hat einen Durchmesser von etwa 30.000 Lichtjahren. Unter der Katalogbezeichnung VCC 157 ist sie als Mitglied des Virgo-Galaxienhaufens gelistet.

Im selben Himmelsareal befinden sich u. a. die Galaxien IC 3058, IC 3061, IC 3073, IC 3080.
Das Objekt wurde am 8. April 1784 vom deutsch-britischen Astronomen Wilhelm Herschel entdeckt.